# Orzeł Futsal Jelcz-Laskowice
Klub Sportowy Orzeł Futsal Jelcz-Laskowice – klub futsalowy z Jelcza-Laskowice występujący w sezonie 2024/2025 w II lidze futsalu. Klub powstał z inicjatywy miłośników futsalu z Wrocławia i okolic. Klub ma swoją siedzibę w Centrum Sportu i Rekreacji (CSIR) w Jelczu-Laskowicach przy ul. Oławskiej 46.
W sezonie 2015/2016 partnerem tytularnym klubu był Hotel Antonio, w związku z czym klub brał udział w rozgrywkach pod nazwą KS Antonio Orzeł Futsal Jelcz-Laskowice. Od maja 2016 roku, I zespół prowadzi Hiszpan Jesús Chus López García.
W sezonie 2016/2017 klub ukończył rozgrywki na 2. miejscu w 1 lidze gr. południowa i po czym przegrał awans do Ekstraklasy w barażach.
Od sezonu 2017/2018 partnerem tytularnym klubu została miejscowa firma ACANA POLSKA, a klub zmienił nazwę na KS ACANA ORZEŁ FUTSAL JELCZ-LASKOWICE. Sezon ten okazał się przełomowy dla klubu. Zespół wygrał rozgrywki w 1 lidze gr.południowa i wywalczył awans do Futsal Ekstraklasy.
W swoim pierwszym historycznym sezonie w Futsal Ekstraklasie (2018/19) Orzeł zajął 4. miejsce. 
Od grudnia 2015 roku przy klubie działa AKADEMIA. Obecnie trenuje w niej około 200 młodych adeptów futsalu.
Klub jest organizatorem corocznego międzynarodowego turnieju "FUTSAL MASTERS".